# St. Alban (Willerstedt)

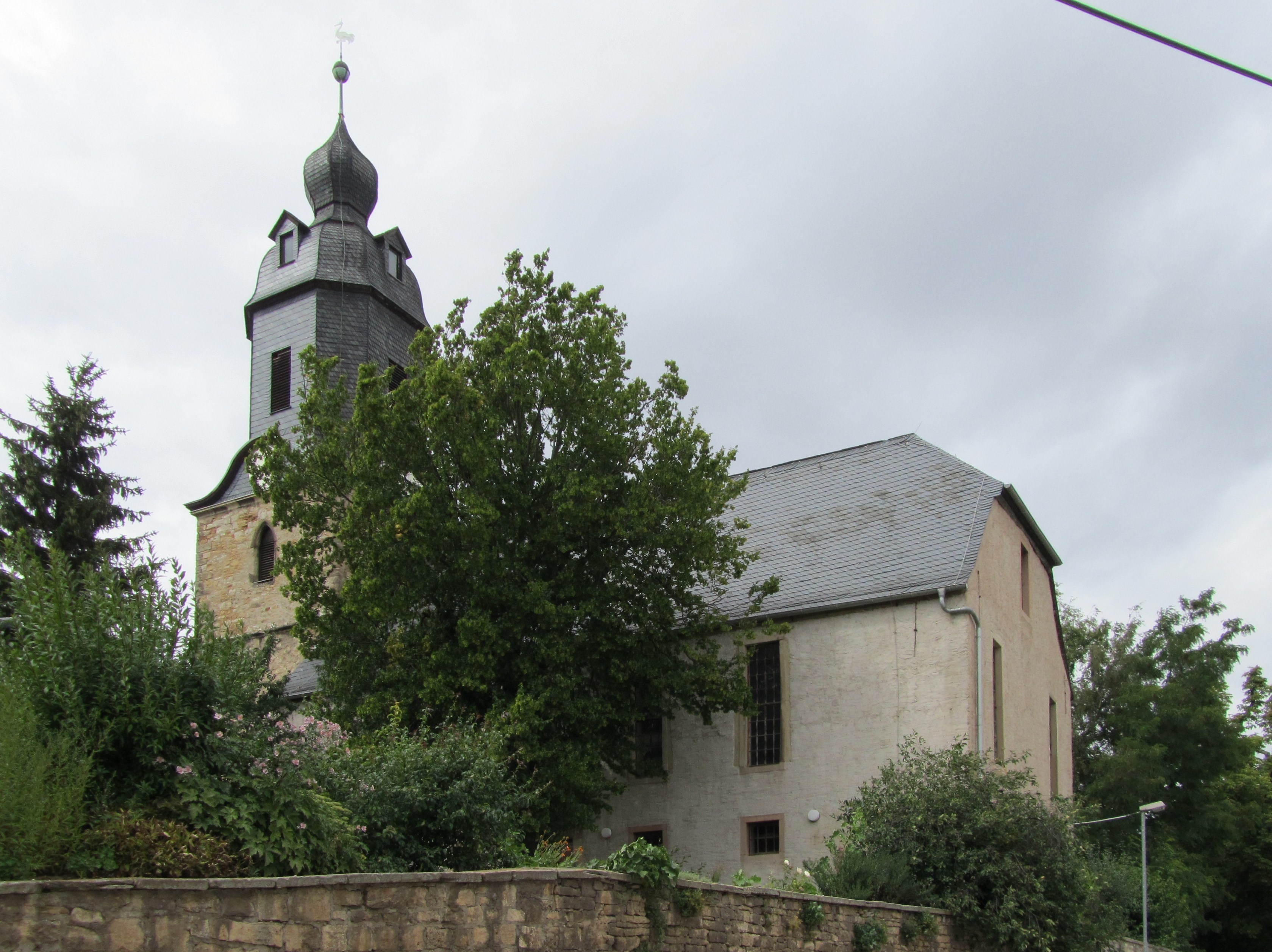
St. Alban

Die evangelisch-lutherische denkmalgeschützte Kirche St. Alban steht in Willerstedt, einem Ortsteil der Landgemeinde Ilmtal-Weinstraße im Landkreis Weimarer Land von Thüringen. Die Kirchengemeinde Willerstedt gehört zum Pfarrbereich Buttstädt im Kirchenkreis Apolda-Buttstädt der Evangelischen Kirche in Mitteldeutschland.

## Beschreibung
Der steinerne Teil des Kirchturmes ist der erhalten gebliebene Teil der Kirche, die um das Jahr 1490 gebaut wurde. Das mit einem Krüppelwalmdach bedeckte Langhaus der heutigen Saalkirche entstand erst 1743, wie an der Südseite bezeichnet ist. Mehrere Renovierungen sind inschriftlich bezeugt.
Der Turm hat einen achteckigen schiefergedeckten Aufsatz mit Klangarkaden zwischen geschwungenen Ziergiebeln, auf dem eine geschweifte Haube sitzt. In dem Aufsatz befindet sich die Glockenstube, in deren Glockenstuhl drei Bronzeglocken hängen, die Johann Christoph Rose gegossen hat. Das Langhaus hat zwei Reihen rechteckiger Fenster, unten kleine, oben große.
Am 9. August 1927 zerstörte ein Brand den Kirchturm. Das Kirchenschiff wurde gerettet. Mit dem Wiederaufbau des Turmes wurde umgehend begonnen. Am 29. Februar 1928 wurden drei neue Kirchenglocken auf dem Turm gebracht und am 7. April 1928 wurden die neue kupferne Turmkugel und die neue kupferne Wetterfahne auf dem Turm befestigt.
Der Innenraum hat dreiseitige, zweigeschossige Emporen und ist mit einem hölzernen Tonnengewölbe über dem Mittelraum überspannt. Der dreiachsige Kanzelaltar von 1743 hat Pilaster und Säulen auf hohen Postamenten. Ein Wappen an der Kanzel erinnert an das Kirchenpatronat, das Herzog Johann Adolf II zu Sachsen-Weißenfels hatte. Neben dem bauchigen Kanzelkorb stehen die Schnitzfiguren von Jesus Christus und Moses. Über dem Schalldeckel befindet sich ein Kruzifix. Ein kniender Taufengel stammt aus dem 18. Jahrhundert. Die Orgel mit 20 Registern, verteilt auf 2 Manuale und ein Pedal, wurde 1863 von den Gebrüdern Peternell gebaut.